# Marque de franc-bord

marque de franc-bord (à gauche) et lignes de charge (à droite)

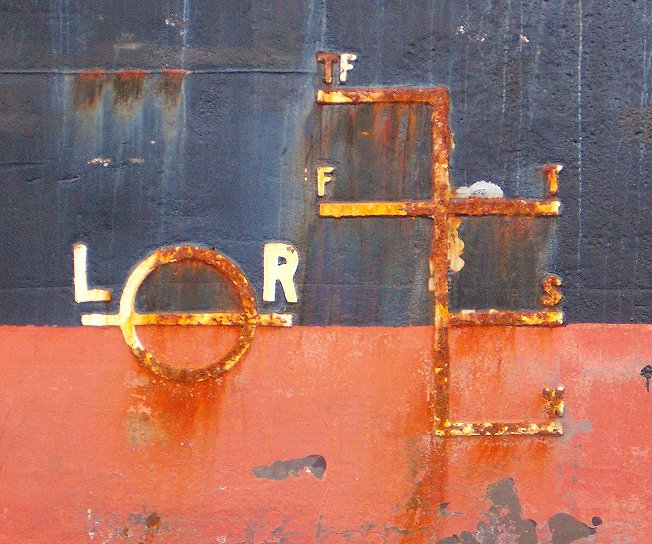
Corrosion sur la ligne internationale de charge de ce navire

La marque de franc-bord, ou ligne de Plimsoll, ou encore ligne internationale de charge est un ensemble de symboles peints (soudés si la coque est métallique) sur les flancs des navires indiquant la hauteur maximale de la ligne de flottaison, selon la nature de la cargaison du navire et des propriétés physiques (salinité, température) de l'eau, et de la zone saisonnière dans laquelle il navigue.
- TF (Tropical Fresh water) = Eau douce tropicale lorsque la cargaison n'est pas du bois
- F (Fresh water) = Eau douce lorsque la cargaison n'est pas du bois
- T (Tropical) = Eau salée tropicale lorsque la cargaison n'est pas du bois
- S (Summer) = Eau salée en saison estivale lorsque la cargaison n'est pas du bois
- W (Winter) = Eau salée en saison hivernale lorsque la cargaison n'est pas du bois
- WNA (Winter North Atlantic) = Eau salée en saison hivernale sur l'Atlantique nord lorsque la cargaison n'est pas du bois

Lorsque le navire est conçu pour transporter du bois, des lignes de charges différentes sont peintes et les symboles sont précédés de la lettre L (de l'anglais lumber). Les symboles d'eau douce et d'eau salée sont séparés par une ligne verticale.
Le cercle traversé par une ligne horizontale est le symbole qui est apparu au Royaume-Uni en 1876 pour indiquer la charge maximale des navires à la suite de l'adoption d'une loi (Merchant Shipping Act) proposée par Samuel Plimsoll. La ligne sécante au cercle est placée au même niveau que la ligne de charge du symbole S (été) et les initiales d'une société de classification reconnue sont apposées de part et d'autre du cercle.
Ces initiales peuvent être :
- LR pour le Lloyd's Register [3]
- BV pour le Bureau Veritas
- GL pour le Germanischer Lloyd [4]
- AB pour l' American Bureau of Shipping [5]
- NV pour Det Norske Veritas